# اولوی
اولوی (فنلاندی: Olvi Oyj) شرکت صنایع غذایی فنلاندی است، که در سال ۱۸۷۸ تأسیس شد